# المسيحية في هايتي

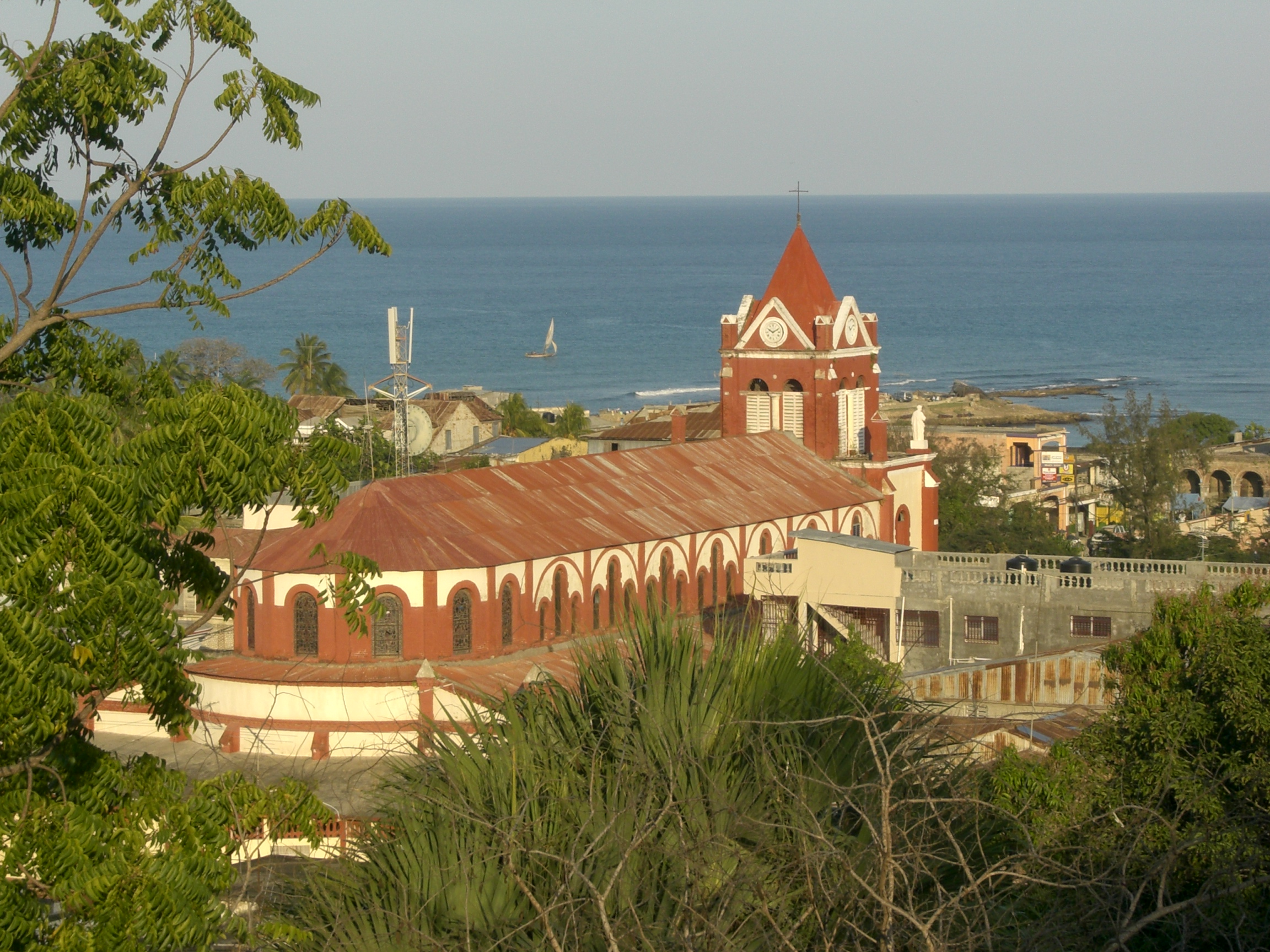
كاتدرائية القديس لويس ملك فرنسا في جيريمي.

تُشكل المسيحية في هايتي أكثر الديانات إنتشاراً بين السكان، وتُعد هايتي منذ الحقبة الإستعماريَّة بلد ذات أغلبية مسيحية، ولا سيَّما على مذهب الرومانية الكاثوليكية. وصل المذهب الكاثوليكي لأول مرة على يد الإسبان تلاه عن طريق الفرنسيين. وفقًا لاحصائيات حسب دراسة مركز بيو للأبحاث عام 2010 المسيحية هي الديانة السائدة والغالبة، إذ يعتنقها حوالي 88.4% من السكان. الكنيسة الرومانية الكاثوليكية هي أكبر طائفة مسيحيَّة في هايتي، ويتبعها حوالي 56.8% من السكان، تليها الطوائف البروتستانتية والتي يتبعها حوالي 29.6% من السكان. وتعود الخلفية التاريخيَّة للثقافة المسيحية في البلاد إلى حد كبير إلى التأثير الفرنسي الناجم عن الإستعمار الفرنسي. منذ عام 2001، تشير دراسات أخرى إلى أن عدد السكان البروتستانت قد ارتفع إلى ثلث السكان في عام 2001.

## تاريخ

### الاستعمار والموجة الأولى من التبشير (1511-1806)
كان الإسبان أول من جلب المذهب الكاثوليكي إلى الجزيرة. وكان كريستوفر كولومبوس أول أوروبي يصل إلى الأراضي الهايتية وذلك في 6 ديسمبر من عام 1492، لاحقاً تم توسيع بعض جهود التبشيرية بين السكان الأصليين، على الرغم من أن هؤلاء السكان سرعان ما تم القضاء عليهم عن طريق الأمراض والرق. واعتنق لاحقاً العبيد الأفارقة، الذين حلوّا في مكان السكان الأصليين، إلى المسيحية. خلال الحكم الإسباني، كان الدين واحد من أهم جوانب الحياة في الجزيرة. سافر المبشرون الكاثوليك إلى الداخل لتنصير معظم سكان الجزيرة. في عام 1511، شكلت ثلاثة أسقف، واعتنق السكان المحليين المسيحية بحماسة. غير أن العمل التبشيري بين هؤلاء السكان الفقراء في الجزيرة الاستوائية شكل تحدياً. وأدت أمراض مثل «الحمى الصفراء» والملاريا إلى مقتل العديد من المبشرين وحولهم.
تأسست أبرشيات سانتو دومينغو وكونسيبسيون دي لا فيغا في عام 1511، وقد قسمت هذه الأسقفية لاحقاً بين هايتي وجمهورية الدومينيكان عقب الاستقلال. في عام 1527 تم تأسيس كونسيبسيون في سانتو دومينغو، والتي ظلت الأبرشية الوحيدة في هيسبانيولا حتى عام 1862. ووصل العديد من رجال الدين الكاثوليك مع وصول الفرنسيين للجزيرة، وقدم العديد من الرهبان خاصةً من الرهبنة الدومينيكانية والرهبنة الكبوشية. كرَّس الرهبان الدومينيكان العمل في البعثة التبشيرية في الجزء الغربي من المستعمرة الفرنسيَّة، وحصلوا على الدعم من قبل منظمات دينيَّة أخرى إلى جانب الكهنة العلمانيين. وتم تعيين الرهبان الدومينيكان أيضاً للعمل كمبشرين في الجزء الجنوبي من الجزيرة، بالمقابل تابع رهبان الرهبنة الكبوشية العمل التبشيري الجزء الشمالي من الجزيرة، وحصلوا أيضاً على المساندة من قبل المنظمات المسيحية الأخرى والكهنة العلمانيين، وسرعان ما أصبحوا غير قادرين على توفير ما يكفي من المبشرين، وتنازلوا عن هذه المهمة التبشيريَّة في عام 1704، وحلوا محلهم اليسوعيون، والذين عملوا هناك حتى تم طردهم في نهاية عام 1763. وبعد خمس سنوات حل محلهم الكبوشيون.
كانت الثورة الهايتية ثورة للعبيد في المستعمرة الفرنسية في سانتو دومينغو وقعت ما بين 4 أغسطس 1791 و1 يناير 1804. وهي الثورة الوحيدة في التاريخ التي أدت نتيجتها إلى تأسيس دولة. وقد وضعت الثورة الهاييتية حداً للموجة الأولى من التبشير، وتوقف تأثير رجال الدين في الجزء الشمالي من البلاد، في حين تحسنت أوضاع البعثة الغربية في ظل الاحتلال البريطاني من عام 1794 إلى عام 1798، بينما في الجنوب، قتل النائب الرسولي الكاثوليكي. في عام 1800 وصل توسان لوفرتور إلى السلطة، واستعادت الكنيسة الكاثوليكية حقوقها وامتيازاتها، ولكن مجلس الأساقفة الدستوريين في باريس قد رشح أسقف سانتو دومينغو، الذي لم يحصل على الاعتراف من كل من توسان لوفرتور والرهبنة الكبوشية، وفي عام 1802 استعاد الجنرال ليكلير الولاية القضائية السابقة لكاب هايتيان وبورت أو برانس، وتم تأكيد هذه التعيينات من جانب الكرسي الرسولي. وتزايدت التوترات الدينية مع انتشار الفقر، وسوء معاملة العبيد، ونما حدة النظام الطبقي بين الأقلية الكاثوليكية الناطقة بالفرنسية الثرية وأغلبية الكريول الأكثر فقراً، وتحت قيادة جان جاك ديسالين، أصبحت هايتي أول دولة مستقلة سوداء. بعد مجزرة عام 1804، ترك جميع رجال الدين الكاثوليك المستعمرة تقريباً. وعلى مدى العامين التاليين، كانت الخدمات الدينية الوحيدة المقامة التي أعطيت في بورت أو برانس. بعد الإطاحة بجان جاك ديسالين عام 1806 عاد بعض المبشرين للبلاد.

### الاستقلال والموجة الثانية من التبشير (1860-1910)

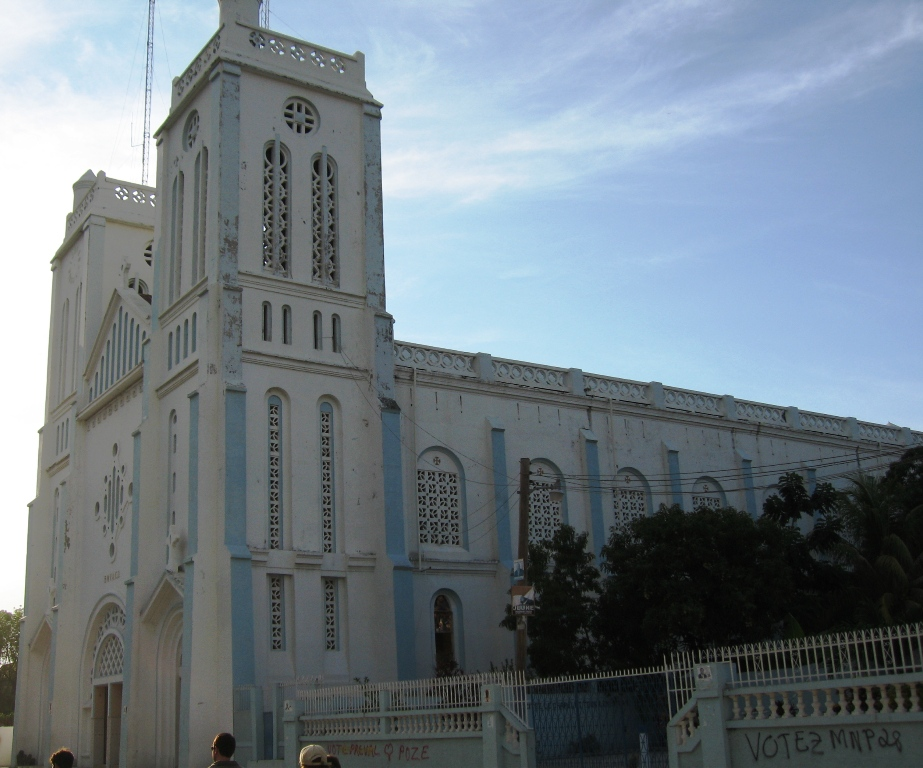
كاتدرائية ليس كايس.

بعد سنوات من المفاوضات، تم التوقيع على اتفاق بين الكنيسة الكاثوليكية والحكومة الهايتية في 28 مارس من عام 1860. في ديسمبر من عام 1860، وصل مونسينور مونيتي كمندوب للكنيسة الكاثوليكية. ونص الإتفاق على أن الكنيسة الكاثوليكية سيكون لها حماية خاصة للحكومة، وللحكومة حق في ترشيح رئيس الأساقفة والأساقفة، لكن يحق للبابا رفض تعينات المؤسسة الكنسية، ويتلقى رجال الدين راتباً سنوياً قدره 1200 فرنك من الدولة. أقيمت خمسة أسقفيات في عام 1861؛ وفي البداية قام رئيس أساقفة بورت أو برانس بإدارة جميع الأساقفة وقد تم تعيين أسقف منفصل في كاب هايتيان في عام 1873، والذي أشرف أيضاً على إدارة بورت أو بيكس، وفي عام 1893 عين أسقف منفصل لليس كايس، وتم إرسال ثلاثة آباء من جمعية قلب يسوع المقدس وقلب مريم المقدس إلى بورت أو برنس، وأعادوا تنظيم الرعية العاصمة، وقام أول رئيس أساقفة دو كوسكر وخليفته كويلو، بزيارة فرنسا لتجنيد كهنة جدد، وبسبب الأمراض في المناخ الاستوائي، توفي العديد من رجال الدين، وبحلول عام 1906، من أصل 516 كاهناً جاءوا من فرنسا منذ عام 1864، توفي 200 شخص، في حين بقي 150 في مناصبهم، أما الباقون قاموا بالرجوع إلى أوروبا، وأنشأ دو كوسكر في عام 1864 معهد سانت مارتيال، والذي كان متحداً مع المعهد الإستعماري الذي أقامه آباء الروح القدس. وتلقت الكنيسة من الدولة إعانة سنوية قدرها 20,000 فرنك، غير أن مدفوعاتها علقت بسبب الاضطرابات السياسية التي حدثت في عام 1867، وفي عام 1869 ألغيت المعونات الماليَّة بالكامل. في عام 1870 تخلى آباء الروح القدس عن إدارة الكلية بسبب الحرب. وقام المونسيور كويلو بتأسيس مدرسة جديدة في بونتشاتيو عام 1873 ووقعت تحت إشراف آباء جمعية مريم. وأخيراً في عام 1893 تحولت المدرسة إلى كلية سانت جاك فينيستير وأصبحت تحت إدارة الكهنة العلمانيين. وبحلول عام 1909، أرسل معهد بونتشاتيو 196 كاهناً إلى هايتي.

### العصور الحديثة

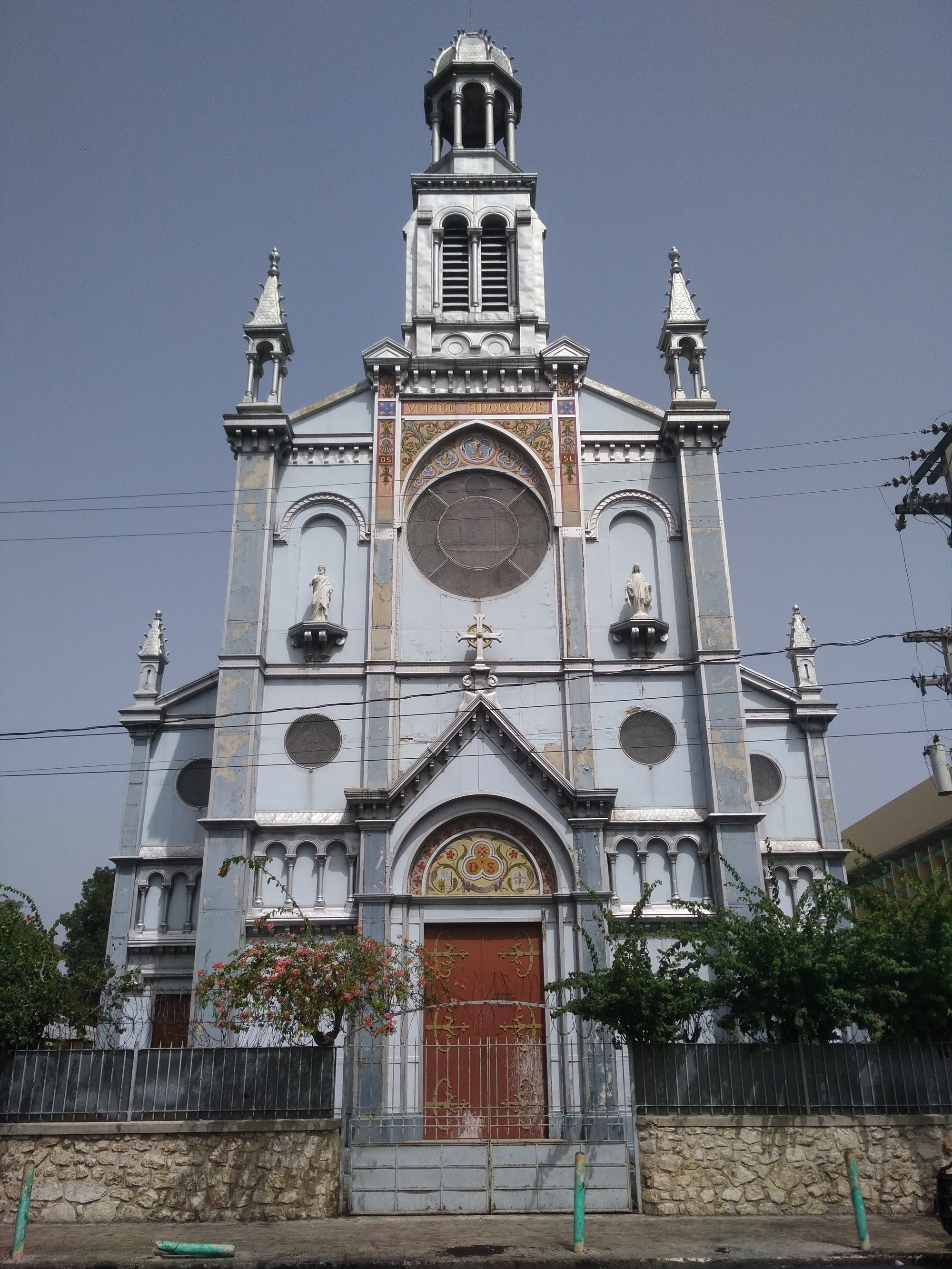
مصلى سان لويس دي جونزاغ في بورت أو برانس.

بعد انتهاء الاحتلال الأمريكي في عام 1934، كان هناك نضال مستمر من أجل الوصول للسلطة بين الكنيسة الكاثوليكية وأتباع عقيدة الفودو. وكان العدد القليل من الكهنة وأعضاء المعاهد الدينية في الثلاثينيات من القرن العشرين يخدم أساساً النخبة الحضرية. وحتى منتصف القرن العشرين، كان غالبية الكهنة من الأوروبيين الناطقين بالفرنسيَّة، ولا سيما من البريطيين، والذين كانوا بعيدين ثقافياً عن رعاياهم في المناطق الريفيَّة. وكان رجال الدين الكاثوليك معاديين عموماً لعقيدة الفودو، وقادموا حملتين ضد الفودو في عام 1896 وعام 1941. وخلال هذه الحملات، حظرت الحكومة طقوس الفودو، وقام الكاثوليك بتدمير الأجسام الدينية للفودو. غير أن رجال الدين الكاثوليك لم يكونوا مسلحين بإستمرار في معارضتهم للفودو، وكان لهم تأثير ضئيل نسبياً على الممارسات الدينية لفقراء الريف والمناطق الحضريَّة. وقد وجه رجال الدين بشكل عام طاقاتهم أكثر نحو تثقيف سكان المناطق الحضرية أكثر من القضاء على الفودو. في السبعينات والثمانينات من القرن العشرين، أصبح استخدامت لغة الكريول والطبول الموسيقية في الخدمات الكاثوليكية. إلا أن دمج العناصر الشعبيَّة في الليتورجيا لم يكن يعني أن موقف الكنيسة الكاثوليكية تجاه الفودو قد تغير. في الممارسة اليومية، دمج الكثير من الناس كل من التقاليد الكاثوليكية والفودو.
عارض القوميون وغيرهم الكنيسة الكاثوليكية بسبب توجهها الأوروبي وتحالفها مع نخبة المولاتو. وحارب فرانسوا دوفالييه الكنيسة أكثر من أي رئيس هايتي آخر. حيث قام بطرد رئيس أساقفة بورت أو برانس، إلى جانب العديد من الكهنة بين عام 1959 وعام 1961. ورداً على هذه الخطوة، حرم الفاتيكان فرانسوا دوفالييه كنسياً. عندما تم استعادة العلاقات مع الكنيسة في عام 1966، عيَّن أسقف هايتي محلي لأول مرة، وحصل الرئيس على الحق في تعيين الأساقفة. في أعقاب رحيل جان كلود دوفالييه، كان للكنيسة أقل دوراً ونشاطاً في السياسة في هايتي. وأيد التسلسل الهرمي للكنيسة بقوة دستور عام 1987 الملغى، الذي منح مركزاً رسمياً للكريول وضمن حقوق الإنسان الأساسية، بما في ذلك الحق في ممارسة الفودو. أدى التحالف مع الطبقات الدنيا إلى ترك الكنيسة الكاثوليكية مع مشكلتين والتي لم تحل في أواخر عقد 1980 وهي العلاقة المتوترة مع عقيدة الفودو ومع العناصر الأكثر تطرفاً في الحركة السياسية.

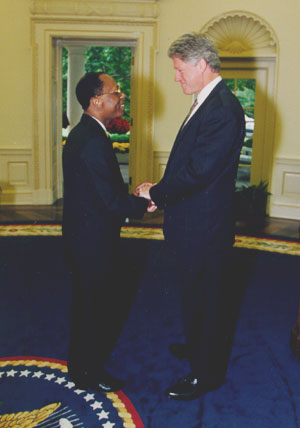
جان برتران أريستيد وهو كاهن كاثوليكي سابق، خلال لقاءه مع بيل كلينتون عام 1994.

شهدت منتصف الثمانينيات من القرن العشرين تغييراً عميقاً وجذرياً في موقف الكنيسة من القضايا المتعلقة بالفلاحين والفقراء في المناطق الحضرية. ولعل هذا التغيير هو بيان البابا يوحنا بولس الثاني، أثناء زيارته إلى هايتي في عام 1983 وهو أنَّ «الأمور يجب أن تتغير هنا». وبغض النظر عن قلق الفاتيكان، دعا رجال الدين الكاثوليك والعمال الكاثوليك إلى تحسين حقوق الإنسان. وساعد العمال الكاثوليك في تطوير حركة الفلاحين والمجتمع، وخاصةً في مركز الهضبة الوسطى. لعبت الإذاعة الرومانية الكاثوليكية راديو سوليل دوراً رئيسياً في نشر الأخبار عن الإجراءات الحكوميَّة خلال الأزمة بين عام 1985 وعام 1986 وشجعت معارضي حكومة دوفاليه. وقام الأساقفة، ولا سيما في جيريمي وكاب هايتيان، بنشاط بفضح القمع الدوفاليري وانتهاكات حقوق الإنسان.
في عام 1990، انتخب 67% من الشعب كاهناً من الأحياء الفقيرة في بورت أو برنس وهو جان برتران أريستيد، والذي يُعتبر أول زعيم للشعب منذ عام 1804. وعلى الرغم من أن الكاردينال راتزينجر أثنى على الأسس الفكرية اللاهوتية التي ترفض العنف، وشدد «على المسؤولية التي يتحملها المسيحيون بالضرورة من أجل للفقراء والمظلومين»، الأ أنه عارض بشدة بعض عناصر لاهوت التحرير، وأدانت رسمياً قبول الحركة للماركسية والعنف المسلح. ومنذ ذلك الحين، اعتمدت الكنيسة الكاثوليكية في هايتي نهجاً أكثر صلاة وداعي للسلام والإنسانية من خلال تقديم المساعدة والعدالة للفقراء، كما يمكن أن تظهر في سلوك الكاهن جيرار جان جوست.
وتشير دراسات أخرى إلى أن أتباع الطوائف البروتستانتية يشكلون حوالي ثلث السكان حيث تشير تقديرات مركز بيو للأبحاث أنَّ حوالي 30% من سكان هايتي من أتباع الكنائس البروتستانية، حيث تشهد الكنائس البروتستانتية نمواً كبيراً في العقود الأخيرة، ووفقاً لخبراء يعود نجاح الطوائف البروتستانتية في جذب السكان المحلييين بسبب بسبب «بتركيزها على المسؤولية الشخصية وتجديد الأسرة، والريادة بالأعمال الاقتصادية، والأصولية الكتابيَّة». يميل البروتستانت الإنجيليين أن يكونوا محافظين بالنسبة للقضايا الاجتماعية والاخلاقية، وعلى خلاف البروتستانت التقليديين، الذين يرون أن الإيمان بالأرواح غير المسيحية كخرافات، أعاد البروتستانت الإنجيليون صياغة أرواح فودو الهايتية على أنها شياطين سيقاتل المسيح ضدها.
تحاول الكنيسة الكاثوليكية مساعدة الهايتيين الذين يعيشون في فقر، تحاول تحسين ظروفهم الصحية والمعيشية. وطبقاً للتعليم الاجتماعي الكاثوليكي، فإنها تسعى جاهدة إلى إثبات حق جميع الناس في هايتي في الحياة، من خلال الشراكات والتوأمة. وتعرض أعضاء الكنيسة وممتلكاتهم لأضرار نتيجة لزلزال هايتي عام 2010. وكان من بين القتلى جوزيف سيرج ميوت رئيس الأساقفة بورت أو برنس، ومستشاره، وشقيقة الكاردينال باولو إيفاريستو أرنز من البرازيل. وتضررت كاتدرائية بورت أو برنس، وكنائس أخرى في بورت أو برنس، وفي المدن المجاورة، كما أصيبت بعض مكاتب الأبرشيات بأضرار أو دمار كبير.

## الطوائف المسيحية

### الكاثوليكية

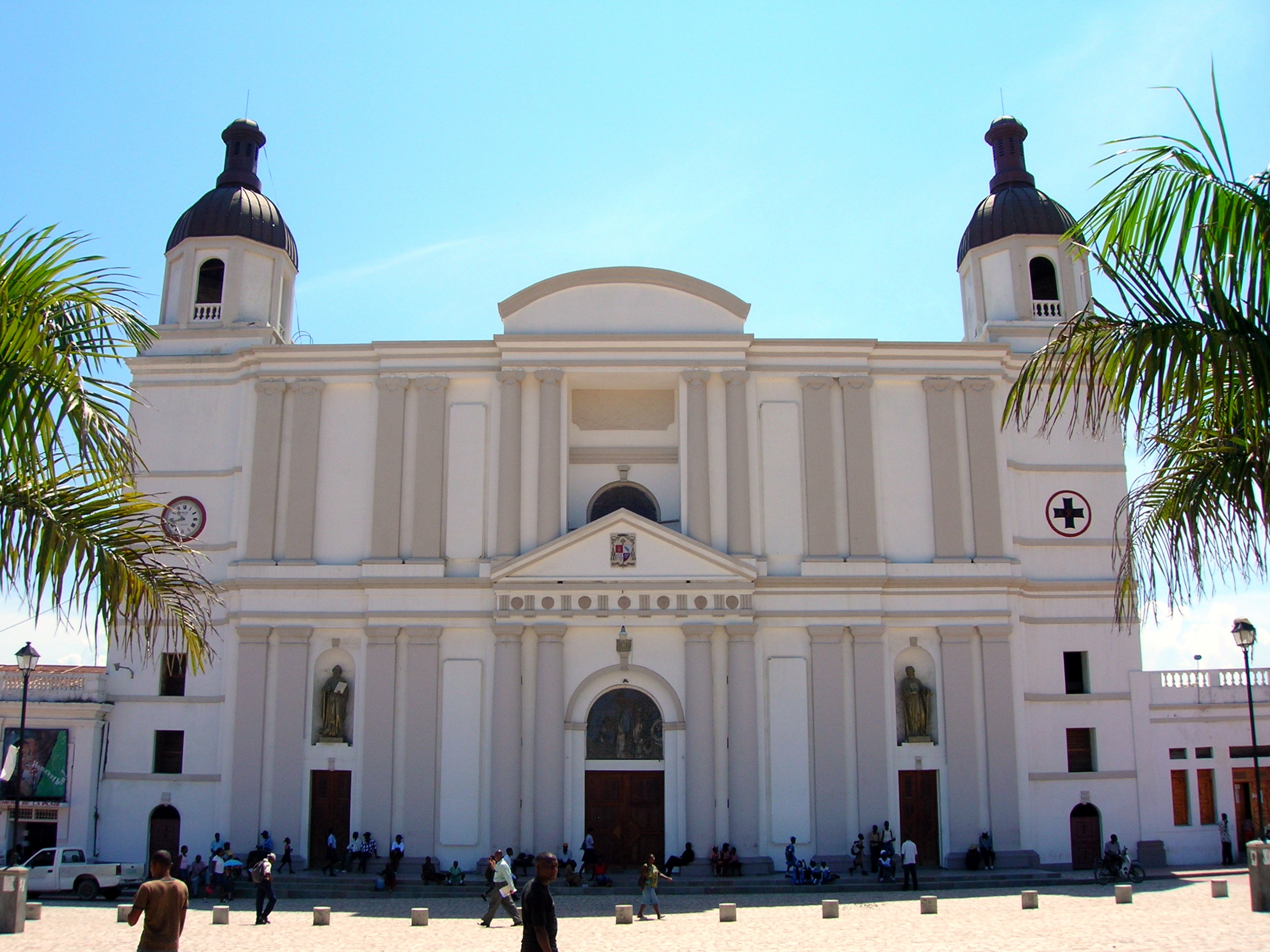
كاتدرائية سيدة الإنتقال في كاب هايتيان.

الكنيسة الكاثوليكية الهايتيَّة هي جزء من الكنيسة الكاثوليكية العالمية في ظل القيادة الروحية للبابا في روما ومجلس الأساقفة الهايتي. ووفقًا لاحصائيات حسب دراسة مركز بيو للأبحاث عام 2010 حوالي 88.4% من السكان يقولون أنهم مسيحيين، تاريخيًا فإن المذهب الأكثر انتشارًا بين سكان هايتي هو الرومانية الكاثوليكية. وهو وضع مماثل لبقية دول أميركا اللاتينية، ويعود ذلك إلى سيطرة القوى الأستعمارية الأوروبية الكاثوليكية على هايتي. ويتوزع أتباع الكنيسة الكاثوليكية في هايتي على عشرة أبرشيات ومحافظتين كنسيتين والتي تشمل 251 رعية ونحو 1,500 تجمع مسيحي ريفي وأكثر من سبعين جماعة دينية واخوية. الدعوات إلى الكهنوت في نمو. يمزج الكثير من السكان الشعائر الكاثوليكية مع العقائد الروحية لثقافاتهم التقليدية خصوصاً مع الفودو.
ترك الاستعمار هذا الإرث الكاثوليكي الذي تمثل في الدستور الهايتي حيث كانت الكاثوليكية هي الدين الرسمي للدولة حتى عام 1987، ديموغرافيًا حتى عقد 1990 كان بين 80% إلى 85% من الهايتيين من الكاثوليك، لكن الوضع تغيير مع انتشار التحول للمذهب البروتستانتي الإنجيلي، وفقًا لاحصائيات حسب دراسة مركز بيو للأبحاث عام 2010 حوالي 56.8% من سكان البلاد من الرومان الكاثوليك. زار البابا يوحنا بولس الثاني هايتي في عام 1983، وفي خطاب ألقاه في العاصمة بورت أو برنس، انتقد حكومة فرانسوا دوفالييه، ويعتقد أن تأثير هذا الخطاب على البيروقراطية الكاثوليكية في هايتي ساهمت في إبعاد دفالييه في عام 1986.
في حين أنَّ الكاثوليكية لم تكن دين الدولة منذ عام 1987، إلا أن اتفاق القرن التاسع عشر مع الكرسي الرسولي لا يزال يمنح معاملة تفضيلية للكنيسة الكاثوليكية، وذلك في شكل دفع الحكومة لرواتب لرجال الدين والدعم المالي للكنائس والمدارس الدينية التابعة للكنيسة الكاثوليكية. كما تحتفظ الكنيسة الكاثوليكية بالحق في تعيين عدد معين من رجال الدين في هايتي دون موافقة الحكومة.

### البروتستانتية

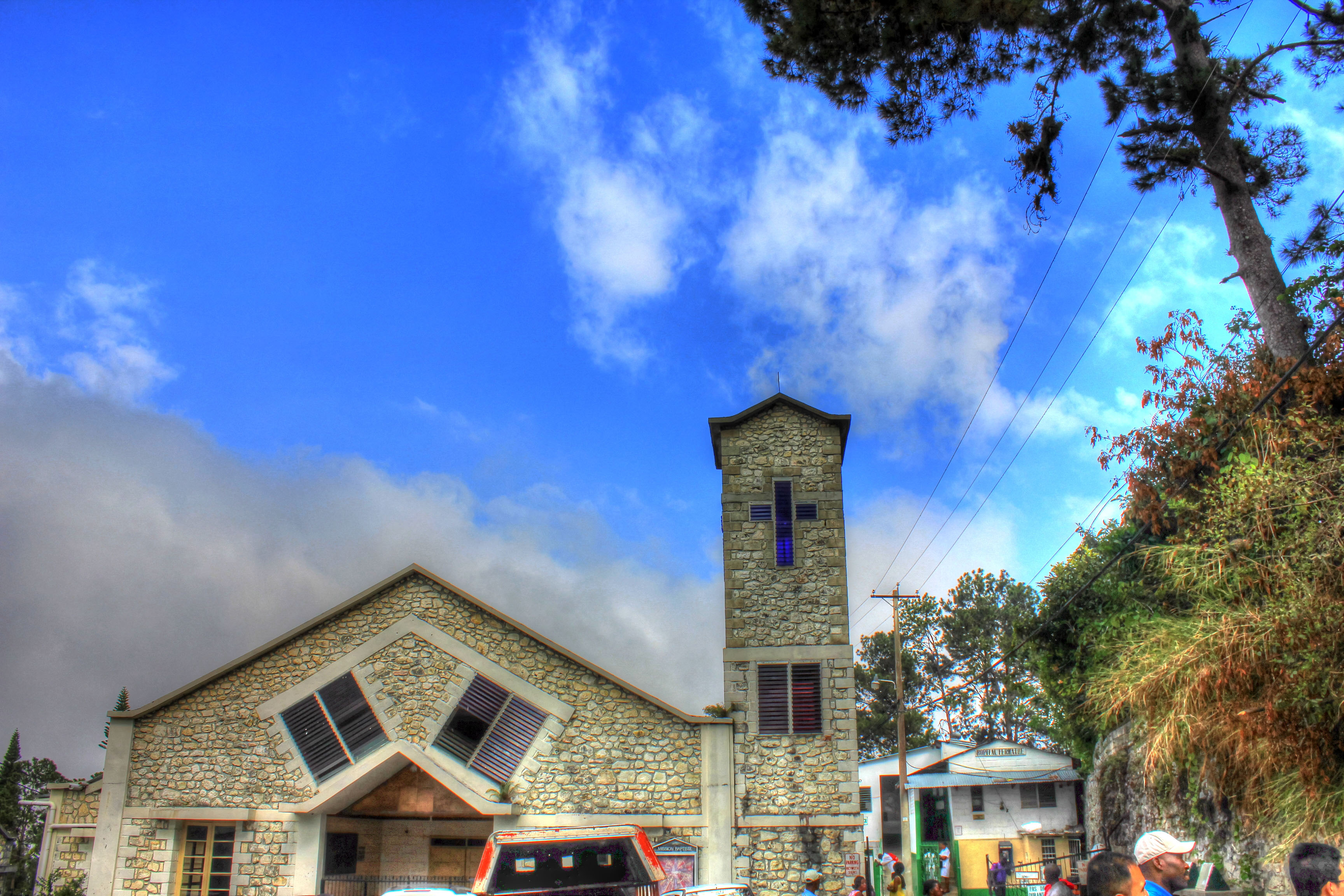
البعثة المعمدانية في هايتي.

دخلت البروتستانتية إلى الدولة المستقلة حديثاً في عام 1807، ويُشكل البروتستانت حالياً ثاني أكبر المذاهب المسيحيَّة في البلاد، وتفيد تقارير كتاب حقائق العالم أنَّ حوالي 16% من السكان من أتباع الكنائس البروتستانتية المختلفة؛ وبحسب التقرير حوالي 10% من سكان البلاد من أتباع الكنيسة المعمدانية، وحوالي 4% من أتباع المذهب الخمسيني، وحوالي 1% من أتباع كنيسة الأدفنتست. في حين أوضحت مصادر أخرى أن نسبة السكان البروتستانت أعلى من ذلك، وفقًا لاحصائيات حسب دراسة مركز بيو للأبحاث عام 2010 حوالي 29.6% من السكان من البروتستانت. وتشير دراسات أخرى إلى أن أتباع الطوائف البروتستانتية يشكلون حوالي ثلث السكان، حيث تشهد الكنائس البروتستانتية نمواً كبيراً في العقود الأخيرة.
تشمل الكنائس البروتستانتية ذات الحجم الكبير كل من جمعية الله الخمسينية والكنيسة المعمدانية والأدفنتست والكنيسة الأنجليكانية والكنيسة الميثودية في منطقة البحر الكاريبي والأمريكتين، وترتبط الكنيسة الأسقفية في هايتي مع الكنيسة الأنجليكانية. ويقع مقر الكنيسة الرئيسي في كاتدرائية الثالوث المقدس، وتضم الكنيسة 83,698 عضواً في عام 2008. في حين أن نسبة صغيرة جداً من الهايتيين الكاثوليك يجمعون إيمانهم مع عقيدة الفودو، الا أنَّ هذه الممارسة هي نادرة بين البروتستانت الهايتيين، حيث تميل الكنائس البروتستانتية إلى شجب الاعتقاد بالفودو وتربطها مع العقائد الشيطانية. على المستوى المذهبي يعد البروتستانت المجموعة الدينية التي تملك أعلى معدلات حضور وانتظام للطقوس الدينية مع وجود أغلبية من الملتزمين دينيًا.

### طوائف مسيحية أخرى
تتواجد في البلاد كنيسة يسوع المسيح لقديسي الأيام الأخيرة والتي يتبعها يتبعها أكثر من 15,000 عضو، والكنيسة الأرثوذكسية الشرقية. يتواجد في البلاد حضور بارز على المستوى الاقتصادي والسياسي لأتباع الكنيسة الأرثوذكسية الشرقية والكنائس المسيحية الشرقية والتي تعود أصولهم إلى بلاد الشام والغالبية العظمى منهم أتباع الكنائس المسيحية الشرقية والكنيسة الرومانية الكاثوليكية. كثيرًا ما يطلق على العرب مصطلح توركوس ويرجع ذلك إلى حقيقة أن العديد من الدول العربية كانت تحت سيطرة الدولة العثمانية في الوقت الذي بدأت فيه موجة الهجرة الكبيرة، ودخل معظم العرب الشوام إلى البلاد مع هويات تركية وكان قد هرب الكثير من العرب الشوام خاصًة المسيحيين منهم من سياسة التي اتبعتها العثمانيين. وازدادت هجرة المسيحيين الفلسطينيين إلى هايتي بعد عام 1948 وتأسيس دولة إسرائيل والذين فروا أو طردوا أثناء حرب 1948، وتعود أصول معظمهم إلى مدينة رام الله والقدس وبيت لحم وبيت جالا وبيت ساحور. وتعد الجالية المسيحية ذوي الأصول الفلسطينية واللبنانيَّة مندمجة بشكل كبير في المجتمع ويعمل أبنائها خاصًة في التجارة والصيرفَة.

## الحضور في المجتمع

### المهرجانات المسيحية
رارا هو المهرجان السنوي في هايتي والذي يحتفل به كل من الفلاحين والفقراء في المناطق الحضرية. عشية الصوم الكبير، تقام مواكب رارا لمدة ستة أسابيع حتى يبدأ أسبوع الآلام. وتشمل المواكب المشي لأميال عبر الأراضي المحلية، وأداء الأغاني الجديدة والتقليدية، وجذب المشجعين.

### وسائل الإعلام
كان البروتستانت أول كنيسة يُسمح لها ببث برامج في الوسائل السمعية في عام 1950، لمدة تصل إلى ثلاث ساعات من يوم الإثنين إلى يوم السبت. وكان البرنامجان راديو 4VEH وراديو لوميار. وفي وقت لاحق، أصبحت محطة الإذاعة المسيحية معروفة في جميع أنحاء العالم للناس، ومن ثم أعلن أول بث باللغة الإسبانية من هذه المحطة في عام 1952. وبعد ذلك، بدأت الإذاعة بالقيام بالبث بلغات أخرى مختلفة مثل الفرنسية والإنجليزية وغيرها من اللغات. وفي عام 1978 بدأت محطة كاثوليكية، راديو سوليل بالبث. اليوم هناك موسيقى وبرامج باللغتين الفرنسية والإنجليزية لمدة سبعة عشر ساعة في اليوم.